# Etoumbi
Etoumbi è una cittadina della Repubblica del Congo, nella regione di Cuvette-Ovest. La maggior parte dei suoi abitanti si sostenta cacciando nella foresta locale.
Etoumbi è recentemente assurta alla cronaca per via di alcune epidemie di Ebola che dal 2003 periodicamente vi compaiono.

## Dati
- Comuni limitrofi: Olouma (ad ovest), Obey (a nord), Palmeraie ed Etoka (ad est), Obako (a sud)